# Alver (cráter)
Alver es un cráter de impacto de 151,49 km de diámetro del planeta Mercurio. Debe su nombre a la poetisa estonia  Betti Alver (1906-1989), y su nombre fue aprobado por la  Unión Astronómica Internacional en 2013.